# Igreja de São Domingos (Macau)

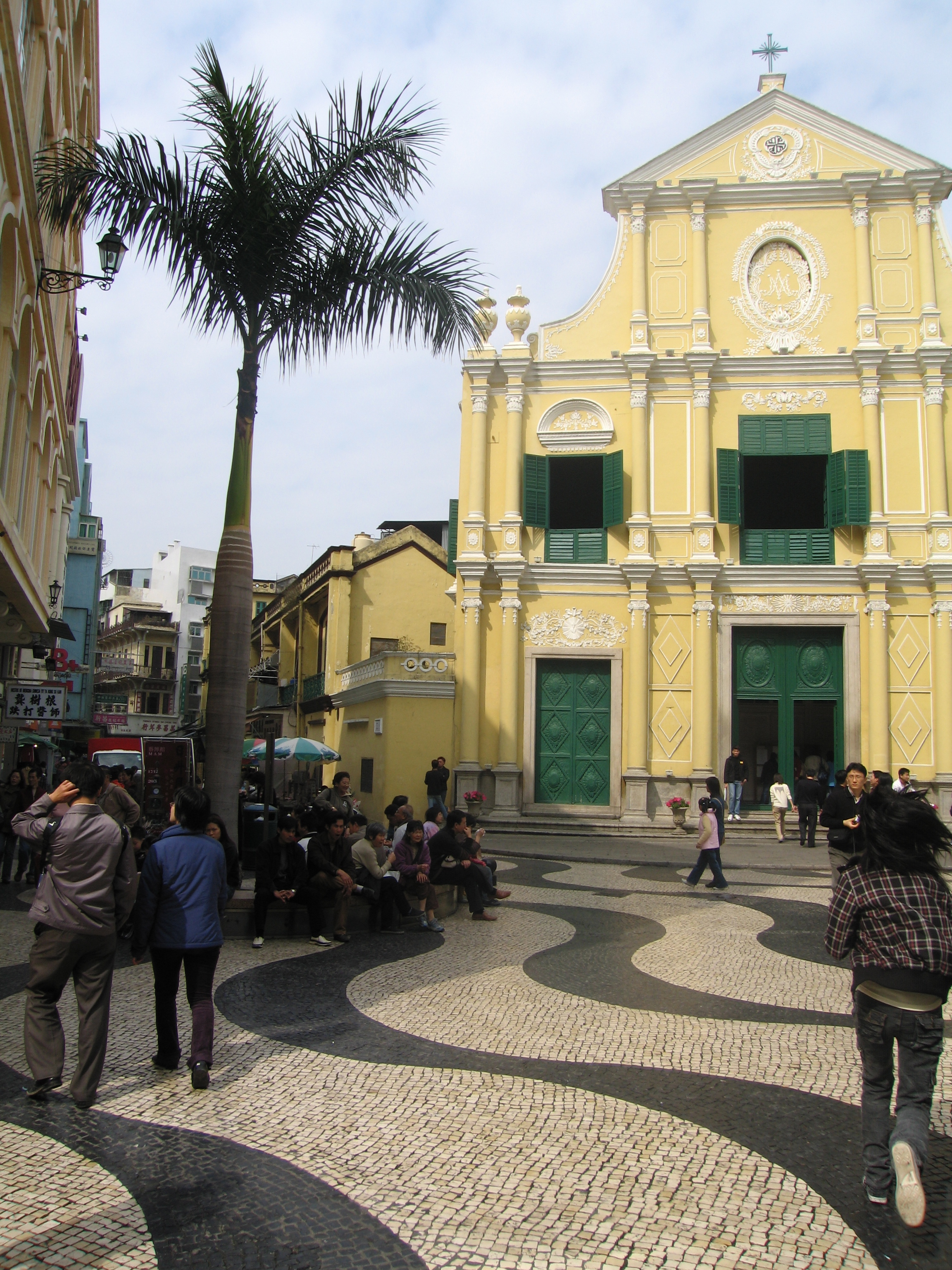
Exterior da igreja

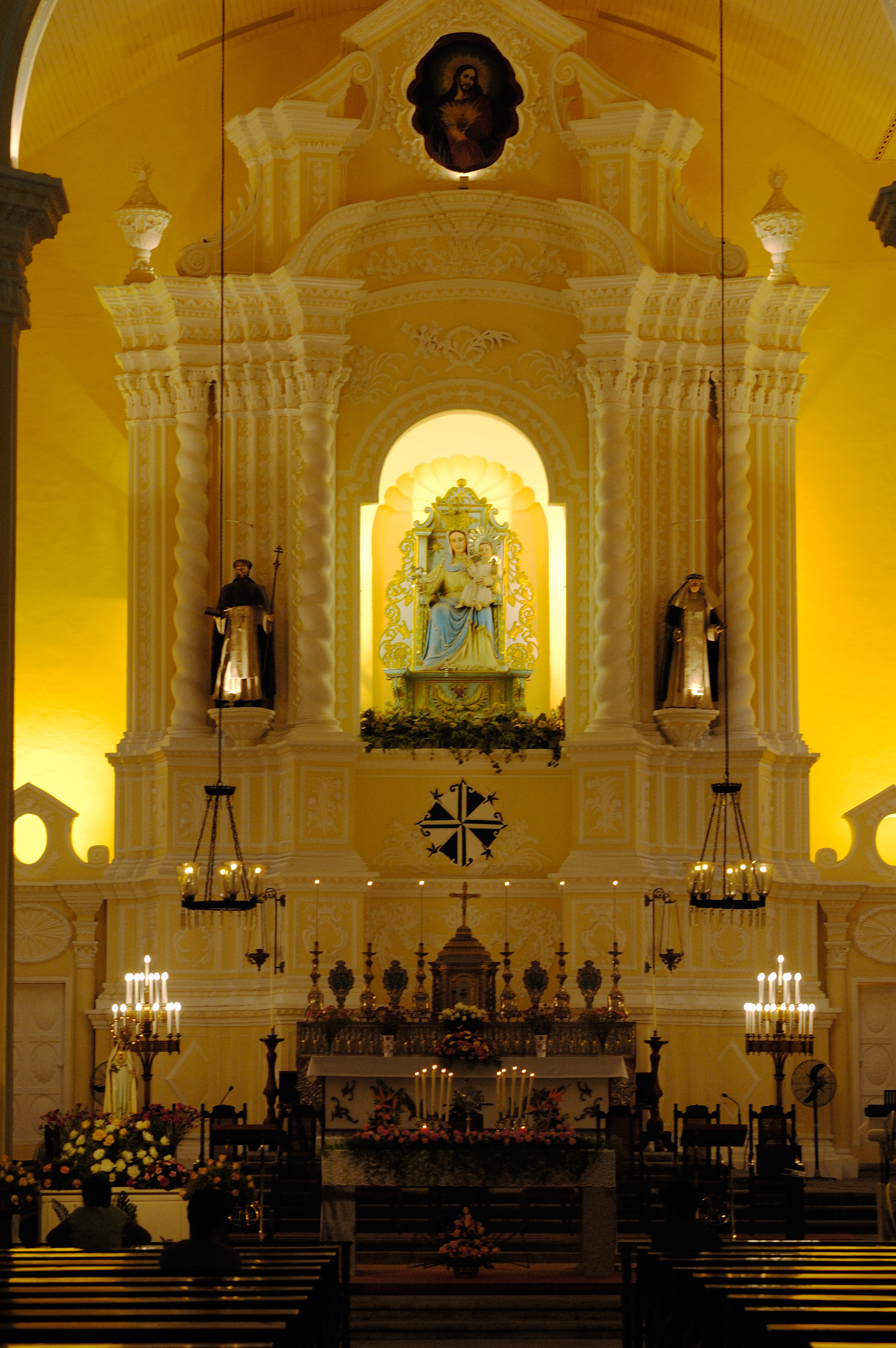
Interior da igreja

A Igreja de São Domingos, de nome completo "Igreja do Convento dos Dominicanos de Nossa Senhora do Rosário", foi fundada em 1587 por frades dominicanos espanhóis oriundos de México (uma antiga colónia espanhola). A população local chinesa chama-lhe de "Pan Cheong Miu" (Pagode de tábuas de madeira) porque, originalmente, este local de culto era construída em madeira. Foi substituída pela actual construção de tijolo, no séc XVII. O primeiro jornal português de Macau e também o primeiro jornal da Historia moderna da China, "A Abelha da China", foi precisamente publicado nesta igreja, em 12 de Setembro de 1822.
Em 1834, com a expulsão e extinção de todas as ordens religiosas no Império Português, a Igreja de São Domingos foi confiscada pelo Governo de Macau e fechada ao culto católico. No final do séc. XIX, a política anti-clerical de Portugal suavizou-se. Por consequência, o Governo de Macau devolveu a administração desta igreja à Confraria de Nossa Senhora do Rosário da Mãe de Deus, que a tornou novamente num local de culto católico. Actualmente, a igreja, que está dentro do território da paróquia da Sé, é administrada pela Confraria.
Desde 1929, com a introdução do culto à Nossa Senhora de Fátima, anualmente, a 13 de Maio, sai desta igreja a "Procissão de Nossa Senhora de Fátima", que se dirije até à Ermida de Nossa Senhora da Penha. Foi através desta igreja que o culto de Nossa Senhora de Fátima se expandiu e popularizou em Shiu-Hing, Timor, Malaca e Singapura. Esta importante procissão é organizada pela Confraria de Nossa Senhora de Fátima.
A fachada principal da Igreja é imponente, de cor amarelo claro e decorada por frisos delicados pintados a branco, colunas de inspiração coríntia e janelas pintadas a verde com persianas.
A igreja é composta por uma nave, uma capela-mor, uma torre sineira de três pisos e um coro-alto na entrada. O interior da Igreja está dividido em três secções por duas filas de colunas brancas de inspiração coríntia, ligadas por arcos. Existem galerias cravadas nas paredes da igreja.
No grande altar barroco, decorado em talha dourada, há uma estátua branca e creme da Virgem Maria e do Menino Jesus e há também pinturas de Cristo, de São Domingos (fundador dos dominicanos) e de Santa Catarina de Sena (uma das padroeiras da Diocese de Macau). A igreja tem uma boa colecção de santos esculpidos em marfim e madeira.
Resumidamente, esta igreja é um belo, imponente, elegante, solene e majestoso edifício de estilo barroco.
A igreja foi completamente restaurada e reaberta em 1997, com um novo Museu de Arte Sacra, instalado em três andares do renovado campanário e da torre sineira.
A Igreja de São Domingos é incluído na Lista dos monumentos históricos do "Centro Histórico de Macau", por sua vez incluído na Lista do Património Mundial da Humanidade da UNESCO.